# Condado de Mogilno
Condado de Mogilno (polaco: powiat mogileński) é um powiat (condado) da Polónia, na voivodia da Cujávia-Pomerânia. A sede do condado é a cidade de Mogilno. Estende-se por uma área de 675,86 km², com 46 972 habitantes, segundo o censo de 2005, com uma densidade de 69,5 hab/km².

## Divisões admistrativas
O condado possui:
Comunas urbana-rurais: Mogilno, Strzelno
Comunas rurais: Dąbrowa, Jeziora Wielkie
Cidades: Mogilno, Strzelno

## Demografia
População (dados de 30 de Junho de 2005):
|          | Total   | Total | Mulheres | Mulheres | Homens  | Homens |
| -------- | ------- | ----- | -------- | -------- | ------- | ------ |
|          | pessoas | %     | pessoas  | %        | pessoas | %      |
| Total    | 46 972  | 100   | 23 916   | 50,9     | 23 056  | 49,1   |
| Cidades  | 18 564  | 100   | 9662     | 52       | 8902    | 48     |
| Povoados | 28 408  | 100   | 14 254   | 50,2     | 14 154  | 49,8   |